# Есекс (окръг, Вермонт)
Вижте пояснителната страница за други значения на Есекс.
Окръг Есекс (на английски: Essex County) е окръг в щата Вермонт, Съединени американски щати. Площта му е 1746 km², а населението – 6176 души (2016). Административен център е град Гилдхол.